# 科爾金

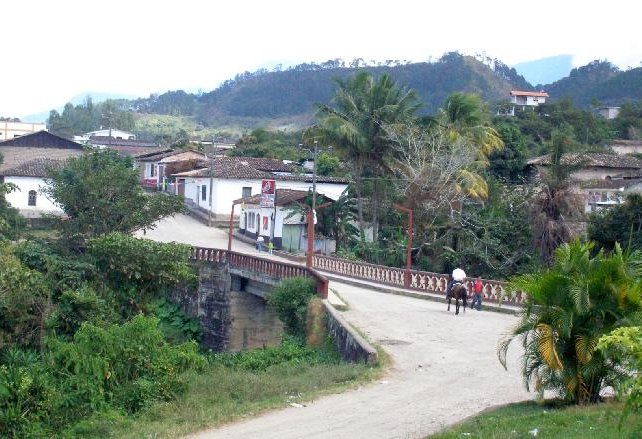
科爾金

科爾金（西班牙語：Corquín），是洪都拉斯的城鎮，位於該國西部，由科潘省負責管轄，始建於1824年，面積140.1平方公里，海拔高度882米，2001年人口10,675，人口密度每平方公里76.2人。
14°34′N 88°52′W / 14.567°N 88.867°W